# University Athletic Association
La University Athletic Association (ou UAA) est une conférence de sports universitaires qui participe à la 3e division de la National Collegiate Athletic Association (NCAA). Les membres de cette conférence sont situés en Géorgie, dans l'Illinois, le Missouri, la Pennsylvanie, le Massachusetts, l'Ohio et New York.
L'UAA est la seule conférence de 3e division dont la totalité des membres est affiliée à l'Association des universités américaines (un regroupement d'une soixantaine d'institutions prestigieuses de recherche). Du fait que ses membres privilégient davantage les résultats académiques aux résultats sportifs, cette conférence est souvent surnommée la "ligue cérébrale" ou les "Nerdy Nine" ().

## Les membres de la conférence
| Institution                          | Localisation              | Fondé en | Nb d'étudiants | Surnom de l'équipe |
| ------------------------------------ | ------------------------- | -------- | -------------- | ------------------ |
| Université Brandeis                  | Waltham (Massachusetts)   | 1948     | 5 313          | Judges             |
| Université Carnegie-Mellon           | Pittsburgh (Pennsylvanie) | 1900     | 11 006         | Tartans            |
| Université Case Western Reserve      | Cleveland (Ohio)          | 1826     | 9 952          | Spartans           |
| Université Emory                     | Atlanta (Géorgie))        | 1836     | 12 338         | Eagles             |
| Université de New York               | New York (New York)       | 1831     | 38 391         | Violets            |
| Université de Chicago                | Chicago (Illinois)        | 1890     | 13 400         | Maroons            |
| Université de Rochester              | Rochester (New York)      | 1850     | 9 027          | Yellowjackets      |
| Université Washington de Saint-Louis | Saint-Louis (Missouri)    | 1853     | 13 527         | Bears              |

Toutes ces universités font partie des membres fondateurs, à part Brandeis. L'université Johns-Hopkins était l'un des membres fondateurs de l'UAA mais n'en fait plus partie désormais.

## Les différents équipements
| Université           | Stade de football américain | Capacité | Terrain de basketball          | Capacité |
| -------------------- | --------------------------- | -------- | ------------------------------ | -------- |
| Brandeis             | Aucun                       | N/A      | Auerbach Arena                 | 2 500    |
| Carnegie Mellon      | Gesling Stadium             | 3 900    | Skibo Gymnasium                | 1 500    |
| Case Western Reserve | Case Field                  | 2 500    | Horsburgh Gym                  | 1 200    |
| Emory                | Aucun                       | N/A      | Woodruff P.E. Center           | 2 000    |
| New York University  | Aucun                       | N/A      | Coles Sports Center            | 1 900    |
| Chicago              | Stagg Field                 | 1 650    | Gerald Ratner Athletics Center | 1 900    |
| Rochester            | Fauver Stadium              | 5 000    | Louis Alexander Palestra       | 1 889    |
| Washington           | Francis Field               | 3 300    | Field House                    | 3 000    |

## Les sports
L'UAA intègre les compétitions des sports suivant, pour des équipes masculines (H) et féminines (F) :
- baseball (H)
- Basket-ball (H et F)
- Cross-country (H et F)
- Escrime (H et F)
- Football américain (H)
- Golf (H)
- Football (H et F)
- Natation et Plongée (H et F)
- Softball (F)
- Tennis (H et F)
- Athlétisme (H et F)
- Lutte (H)
- Volleyball (F).